# Movement for the Emancipation of the Niger Delta
Die Bewegung für die Emanzipation des Nigerdeltas (abgekürzt MEND von Movement for the Emancipation of the Niger Delta) ist eine Rebellengruppe, die seit Anfang 2006 gegen die nigerianische Regierung und internationale Ölfirmen, welche im Nigerdelta Öl fördern, um die Kontrolle in der Ölregion kämpft.
Die Aktivitäten der MEND stehen vor dem Hintergrund der massiven Umweltschäden, welche durch die Erdölförderung im Nigerdelta verursacht werden, und der damit einhergehenden Beeinträchtigung der Lebensgrundlagen der Bevölkerung. Auch wird die Region selbst kaum oder gar nicht an den Gewinnen aus dem Erdölexport beteiligt. Der Entstehung der MEND war bereits seit den 90er Jahren ein blutiger Konflikt im Nigerdelta vorausgegangen, für den auch multinationale Ölkonzerne verantwortlich gemacht werden.
Geführt wird die MEND von dem selbsternannten Generalmajor Goodwill Tamuno. Sie rekrutiert sich  aus der Ijaw-Rebellengruppe Niger Delta People’s Volunteer Force (NDPVF) und fordert wie die NDPVF die Freilassung des NDPVF-Führers Dokubo-Asari.
Die MEND bildet eine vom Joint Revolutionary Council (JRC) gesteuerte Allianz mit der Martyrs Brigade, die von Cynthia White gegründet wurde, nachdem sie als frühere Sprecherin von Alhaji Mujahid Dokubo-Asari die NDPVF verlassen hatte.

## Chronologie
Eine Chronologie der Aktivitäten bis Ende April 2005 gibt es bei United Ijaw.
- Mitte Januar 2006 trat die MEND erstmals in Erscheinung, indem sie eine Förderplattform von Royal Dutch Shell angriff und dabei 13 Soldaten tötete. Außerdem griff sie einen Pipeline des Shell-Konzerns an, woraufhin die Ölproduktion Nigerias um 10 % sank.[5]
- Mitte Februar wurde Shells größtes Ölexportterminal in Forcados[6] bei Warri in Brand gesteckt, wodurch der Export von 400.000 Barrel Öl täglich unterbrochen wurde.
- Am 18. Februar 2006 nahm sie, nachdem ein von ihr gestelltes Ultimatum an Shell, die Arbeit im Nigerdelta einzustellen, abgelaufen war, neun ausländische Ölarbeiter als Geiseln. Anfang März 2006 wurden sechs der neun Geiseln freigelassen, die restlichen drei wurden Ende März freigelassen.
- Am 20. August 2006 wurden von der Joint Task Force (JTF) des nigerianischen Militärs zehn vermeintliche MEND-Mitglieder getötet. In einem E-Mail an REUTERS kündigte MEND eine Strafaktion an: "Our response to Sunday's killings will come at our time, but for certain it will not go unpunished."[7] Die zehn getöteten Personen sollen nicht Mitglieder der MEND, sondern einer Delegation gewesen sein, die nach einer erfolgreichen Verhandlung einen am 8. August entführten Shell-Mitarbeiter aus der Geiselhaft befreit hatten. Die Geisel ist vermutlich ums Leben gekommen.[8]
- Am 23. Dezember 2006 explodierte vor einem Regierungsgebäude in Port Harcourt eine Autobombe, die MEND zuvor angekündigt hatte. Zuvor waren ein Sprengstoffanschlag auf eine Wasserleitung zu einer staatlichen Ölraffinerie und Autobombenanschläge auf Gebäude internationaler Ölkonzerne in Port Harcourt verübt worden.[9]
- Am 22. Juni 2008 verkündete die Bewegung einen einseitigen Waffenstillstand, der am 24. Juni in Kraft getreten sein soll. Dieser lief am 15. September 2009 aus.
- Am 29. Januar 2010 kündigte die Bewegung den Waffenstillstand mit der Regierung auf und drohte mit neuen Anschlägen.[10]
- Am 14. Oktober 2010 begann in Johannesburg ein Prozess wegen Verschwörung und Terrorismus gegen den ehemaligen Anführer der MEND, Henry Okah.[11]

## Bewertungen
Die Regierung Nigerias betrachtet die MEND als eine Tarnorganisation des organisierten Verbrechens. Am 15. August 2006 erklärte die Regierung Nigerias Geiselnahmen als Terrorismus, der militärisch bekämpft würde.